# 茨城県道151号荻島真壁線

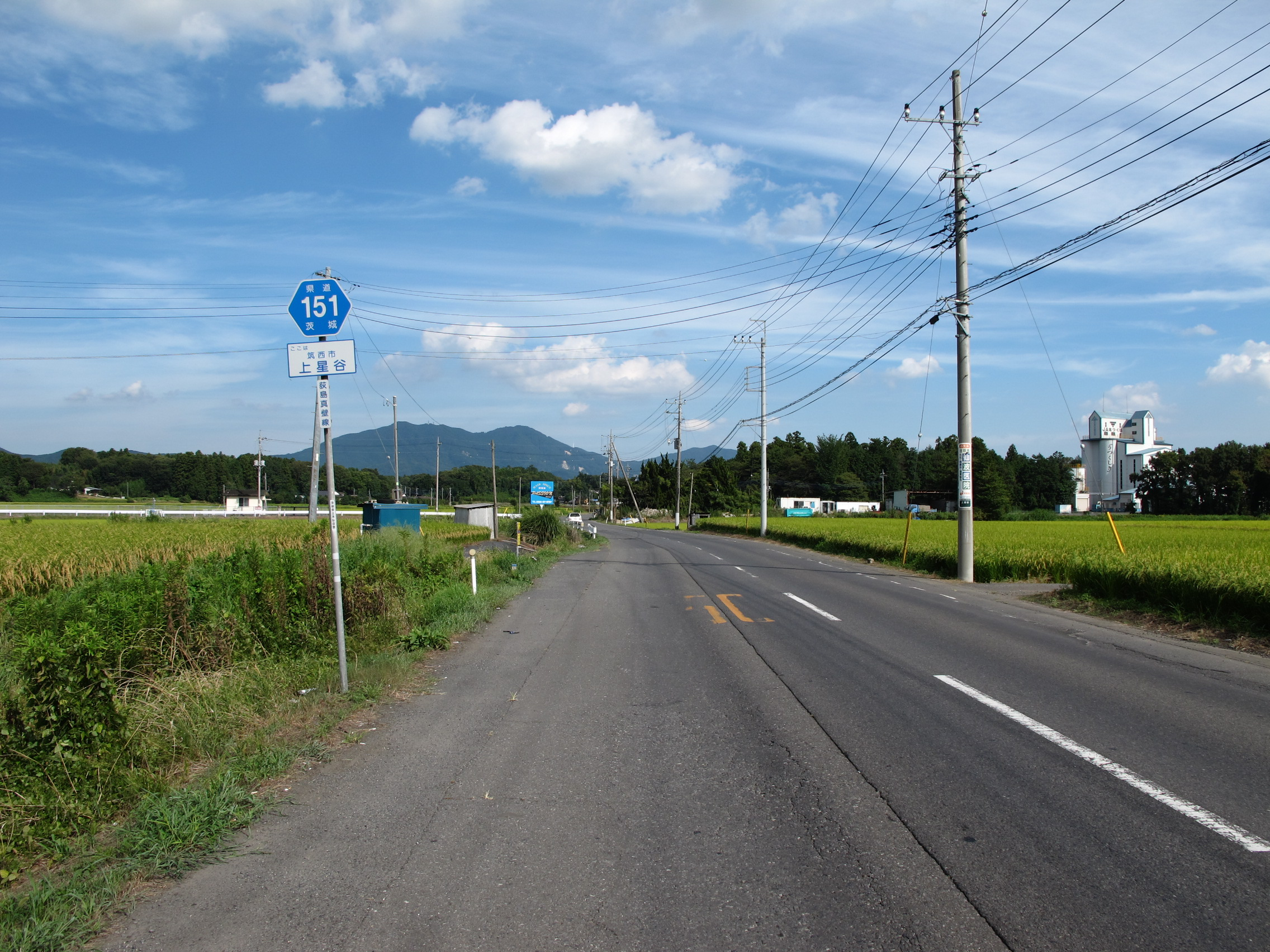
筑西市上星谷（2012年8月）

茨城県道151号荻島真壁線（いばらきけんどう151ごう おぎしままかべせん）は、茨城県筑西市荻島から桜川市に至る一般県道である。

## 概要
筑西市上星谷地内の茨城県道45号つくば真岡線より東へ分岐し、桜川市内を流れる桜川の右岸に沿って市内を縦断して、同市真壁町塙世で茨城県道7号石岡筑西線に接続する路線。路線名の「荻島」と「真壁」は、平成の大合併以前の筑西市の旧自治体のひとつであった真壁郡協和村の字名および、桜川市の旧自治体の真壁郡真壁町を由来とする。

### 路線データ
- 起点：茨城県筑西市上星谷70-9番地先（茨城県道45号つくば真岡線交点）[1]
- 終点：茨城県桜川市真壁町塙世字金砂939-7番地先（茨城県道7号石岡筑西線交点）[1]
- 総延長：7.551 km[2]
- 重用延長：0.017 km[2]
- 未供用延長：なし[2]
- 実延長：7.534 km[2]
- 自動車交通不能区間延長[注釈 2]：なし[2]

## 歴史
1959年（昭和34年）10月14日、新たな県道として真壁郡協和村字荻島を起点とし、真壁郡真壁町を終点とする区間を本路線とする県道荻島真壁線として茨城県が県道路線認定した。
1995年（平成7年）、整理番号151となり現在に至る。

### 年表
- 1923年（大正12年）4月1日：現在の路線の前身にあたる門井真壁線が路線認定される。
- 1959年（昭和34年）10月14日
  - 現在の路線で路線認定される（図面対照番号123）[3]。
  - 道路の区域は、真壁郡協和村大字荻島の県道真岡協和明野線（現在の県道つくば真岡線）分岐から真壁郡真壁町大字亀熊の主要地方道下館石岡線交点までと決定される[4]。
- 1977年（昭和52年）12月26日：真壁郡真壁町大字亀熊地内の道路改良バイパス道路（1.180 km）の道路区域指定[5]。
- 1980年（昭和55年）9月16日
  - 真壁郡真壁町大字亀熊地内の狭隘な旧道（957 m）が指定解除され、真壁町道に降格[6]。
  - 道路改良工事に伴い、真壁郡真壁町大字亀熊（県道石岡下館線旧道交点） - 同町大字塙世（県道石岡下館線交点）の県道石岡下館線の一部を編入して路線を延長し、終点が現在地に移る[1]。
- 1995年（平成7年）3月30日：整理番号182から現在の番号（整理番号151）に変更される[7]。

## 道路施設
- 八幡橋（観音川、筑西市上星谷 - 三郷・八幡）

## 地理

### 通過する自治体
- 茨城県
  - 筑西市 - 桜川市

### 交差する道路
- 茨城県道148号東山田岩瀬線（桜川市前原 前原十字路）
- 茨城県道149号横塚真壁線（桜川市真壁町原方、約250 m重複）